# سیارک ۷۴۱
سیارک ۷۴۱ (به انگلیسی: 741 Botolphia، نامگذاری:1913QT) هفتصد و چهل و یکمین سیارک کشف شده‌است که در ۱۰ فوریه ۱۹۱۳ کشف شد.
قدر مطلق سیارک برابر ۱۰٫۴۰ است.